# AWAL
AWAL est une entreprise d'enregistrement mondiale qui prétend servir d'alternative au label de disques traditionnel, en proposant des structures d'accord qui fournissent aux artistes les ressources et l'expertise d'un label mondial tout en leur permettant de conserver la propriété et le contrôle de leur musique. En 2021, Sony Music Entertainment a acheté AWAL à Kobalt Music Group pour 430 millions de dollars,.

## Histoire
AWAL US a été fondée en 1997 par Denzyl Feigelson à Ojai en Californie, avec l'aide du mentorat du membre fondateur Andrew Ungerleider, puis s'est associée en 2004 aux producteurs de disques Kevin Bacon et Jonathan Quarmby.
En décembre 2012, AWAL UK a été acquise par Kobalt Music Group et a fonctionné comme la branche de distribution de musique numérique de la société.
En janvier 2018, Lonny Olinick a été nommé PDG de la division d'enregistrement de Kobalt.